# Ово личи на крај
Ово личи на крај је роман енглеског књижевника Џулијана Барнса из 2011. године. Књига је Барнсов једанаести роман написан под његовим именом (он је такође писао крими-фикцију под псеудонимом Ден Кавана) и објављен је 4. августа 2011. године у Уједињеном Краљевству. Осећај краја приповеда пензионисани човек по имену Тони Вебстер, који се присећа како су он и његова клика упознали Адријана Фина у школи и заклели се да ће остати пријатељи до краја живота. Када прошлост сустигне Тонија, он размишља о путевима којим су кренули он и његови пријатељи. У октобру 2011., роман добио је награду Man Booker Prize. 
Ово дело је Барнсов једанаести роман и објављен је у тврдом повезу 4. августа 2011. године. Роман објављује издавач  Random House у Уједињеном Краљевству. Књига је објављена у октобру 2011. у Сједињеним Државама, након што је издавачка група Alfred A. Knopf померила за три месеца раније заказани датум објављивања за Сједињене Америчке Државе како би искористила ужи избор књиге као кандидата за Букерову награду. Сузан Дин је дизајнирала насловницу за енглеску верзију романа. На корицама су приказане лебдеће семе маслачка, са поцрнелим ивицама странице. 

## Наслов
Наслов дели истоимена књига Френка Кермоуда први пут објављена 1967. године, поднасловљена Студије теорије фикције, чији је наведени циљ "давање смисла начина на које покушавамо да схватимо своје животе". Кермоудова књига је добро прихваћено дело књижевне критике.
Барнс је изјавио да је његов избор наслова био случајан са Кермоудовим, за чију књигу раније није чуо и коју никада није прочитао. Смислио је наслов пре него што је један од његових пријатеља истакао да је већ коришћен, али је одлучио да "на насловима нема ауторских права". Без обзира на то, неколико рецензената је описало роман као „у разговору“ са Кермоудом. На пример, критичар Бојд Тонкин додаје додатно тумачење да би Барнсови ликови за „показивање“ могли бити типични читаоци Кермодовог дела.

## Радња романа
Роман је подељен на два дела, под називом „Један“ и „Два“, а оба приповеда Тони Вебстер који је у пензији и живи сам. Први део почиње 1960-их са четири интелектуално арогантна школска друга, од којих су двојица присутни у остатку приче: Тони, наратор, и Адријан, најинтелигентнији од њих четворице. Пред крај њихових школских дана, један дечак у школи се обеси, очигледно након што је девојка затруднела са њим. Четворица пријатеља разговарају о филозофским потешкоћама да знају шта се тачно догодило. Адријан иде на Универзитет Кембриџ, а Тони на Универзитет у Бристолу. Тони стиче девојку Веронику, у чијој породичној кући проводи незгодан викенд. Једног јутра када се пробуди, открије да су он и Вероникина мајка Сара сами у кући и она се извињава због понашања своје породице према њему. Тонијева и Вероникина веза пропада у некој огорчености, јер он раскине са њом и има секс са њом након раскида. На последњој години универзитета Тони добија писмо од Адријана у којем га обавештава да излази са Вероником. Тони одговара на писмо, говорећи Адријану да је по његовом мишљењу Вероника на неки начин оштећена и да треба да разговара са њеном мајком о томе. Неколико месеци касније речено му је да је Адријан извршио самоубиство, остављајући поруку упућену мртвозорнику у којој каже да слободна особа има филозофску дужност да испита природу свог живота, а затим да одлучи да је се одрекне. Тони се диви образложењу. Он укратко препричава наредних четрдесет година свог живота без догађаја до шездесетих година.
У овом тренутку почиње Тонијево приповедање другог дела романа – који је дупло дужи од првог – доласком адвокатског писма које га обавештава да му је Вероникина мајка завештала 500 фунти (које она мистериозно назива „крвави новац“). ) и два документа. Ово га наводи да поново успостави контакт са Вероником и да након бројних сусрета са њом поново процени причу коју је испричао у првом делу. У консултацији са адвокатима, Тони сазнаје да Вероника има Адријанов дневник. Ово га наводи да шаље Вероники мејлове са захтевом за његовим дневником. Вероника на крају шаље Тонију једну страницу дневника, која садржи Адријанова размишљања о животу као низ кумулативних опклада. Након тога, Вероника среће Тонија на Миленијумском мосту у Лондону и даје му писмо које је послао Адријану у младости. Када га поново прочита, Тони схвата колико је то било злонамерно и непријатно и како је то избрисао из свог сећања. Упркос томе, он устрајава у покушају да преузме дневник од Веронике, што доводи до тога да она од њега тражи да се састану на локацији у северном Лондону, где га она вози да види групу ментално хендикепираних мушкараца како их води у шетњу њихов неговатељ, један на које му она указује. Тони не схвата значај овога и Вероника га оставља без објашњења. Током неколико недеља, Тони поново посећује локацију док не успе да премести човека којег му је Вероника показала у пабу. Тони поздравља човека говорећи да је Вероникин пријатељ, што доводи до узнемиреног одговора човека. Тони се присећа сећања на Адријана по човековим цртама лица. Он мејлом шаље Вероники извињење, рекавши да није схватио да она и Адријан имају заједничког сина. Вероника одговара само одговором „Не схваташ, али онда никад ниси схватио“. Када је поново посетио паб у којем је видео човека, Тони улази у разговор са неговатељем, који открива да је човек заправо син Вероникине мајке, Саре, што га чини Вероникиним полубратом. Остаје нам да спојимо тачке, претпостављајући да је Адријан отац и да је рођење овог хендикепираног сина можда разлог његовог самоубиства.

## Критика
Роман је добио углавном позитивне критике од критичара. Мајкл Проџер из Фајненшал тајмса рекао је да је уврштавање романа на дугу листу Man Booker Prize „апсолутно заслужено“ и похвалио је замршени механизам романа и рекао да је Барнсово писање „темељено на прецизности као и на нијансама језика“. Проџер је додао: „Његова краткоћа, међутим, ни на који начин не угрожава њен интензитет – свака реч има своју улогу; са великом, али невидљивом вештином, Барнс у њу увлачи не само осећај бесконачне сложености људског срца већ и штету коју погрешне пермутације могу изазвати када се комбинују. Можда је његово највеће достигнуће то што, у његовим рукама, неспознатљиво не значи и невероватно." Новинар   The Guardian Џастин Џордан је рекао: "Са својим обрасцима и понављањима, истражујући своје функционисање из сваког могућег". из угла, новела постаје веома урађена медитација о старењу, сећању и жаљењу." Бојд Тонкин из The Independent је рекао да је роман "Споро сагоревање, одмерено, али напето, овај компактни не вел чини да се свака лукаво састављена реченица рачуна." Анита Брукнер, која је писала за The Daily Telegraph, рекла је да роман није трилер, већ трагедија, која подсећа на Окрет матице Хенрија Џејмса. Она је сматрала да ће Барнсова репутација бити побољшана романом и додала: "Немојте да вас заведе његова краткоћа. Његова мистерија је дубоко усађена као и најархаичнија сећања."
Стивен Ли из магазина Entertainment Weekly дао је роману оцену Б+ и рекао: „Барнсова најновија – медитација о памћењу и старењу – повремено више личи на низ мудрих, потцртаних увида него на роман. Али многе истине које истиче чине га вредан пажљивог читања." Роберт МекКрум који је писао за The Observer мислио је да ће роман добити Букерову награду јер је "уметничко дело, у молу." Номинован за Букерову награду, тим редакције Канала 4 дао је роману девет од десет за читљивост и рекао „Прелепо је написано, веома читљиво и поставља питања која остају у мислима дуго након затварања корица“. Џорди Вилијамсон из магазина The Australian рекла је да је роман задовољство читати и објаснила да постоји „жестока и неопростива луцидност у вези са осећајем краја, зрело обрачунавање са старењем због чега његови конкуренти делују раздражљиво и крештаво“. Дајер је у Њујорк тајмсу рекао да је роман у најбољем случају просечан. „Просечно је убедљив... укључује просечну количину концентрације и, ако тако нешто има смисла, просечно је добро написано: одлично у својој просечности!“ Дејвид Секстон у The Spectator је направио поређење између наратора романа и „непоузданог приповедача”. Иако је Секстон хвалио Барнсову вештину „Ипак, ова новела не покреће и не задовољава... То је прича коју одбија одговорност за рађање деце, а њено коначно откривање је одвратно... где је срце?“

## Адаптација
Филмска адаптација истог имена имала је светску премијеру као уводни филм на Међународном филмском фестивалу у Палм Спрингсу у Палм Спрингсу, Калифорнија, 5. јануара 2017. године. Главни глумци у филму су: Емили Мортимер, Мишел Докери и Џим Бродбент. 